# Will Brandenburg
Will Brandenburg (* 1. Januar 1987 in Walla Walla, Washington) ist ein ehemaliger US-amerikanischer Skirennläufer. Er erreichte in der Saison 2009/10 den zweiten Gesamtrang im Nor-Am Cup und wurde Zehnter in der Super-Kombination bei den Olympischen Winterspielen 2010 in Vancouver.

## Biografie
Brandenburg bestritt im Dezember 2002 seine ersten FIS-Rennen und im Februar 2004 folgten die ersten Einsätze im Nor-Am Cup. Ab der Saison 2005/06 startete er regelmäßig in dieser nordamerikanischen Rennserie und erzielte in diesem Winter seine ersten Top-10-Ergebnisse. Der erste Sieg gelang ihm am 2. Februar 2007 im Riesenslalom von Sunday River. Zwar blieb dies in der Saison 2006/07 sein einziger Podestplatz, er fuhr aber noch fünfmal unter die besten zehn und erreichte schließlich Rang vier im Riesenslalomklassement und Platz zehn in der Gesamtwertung. In den Jahren 2006 und 2007 nahm er an den Juniorenweltmeisterschaften teil, wobei sein bestes Resultat der fünfte Platz in der Abfahrt bei den Juniorenweltmeisterschaften 2007 in Altenmarkt-Zauchensee war.
Am 16. Dezember 2007 startete Brandenburg im Riesenslalom von Alta Badia erstmals im Weltcup. Er schied jedoch ebenso wie bei seinem zweiten Start im Slalom von Kitzbühel am 20. Januar 2008 im ersten Durchgang aus. Vorerst blieben dies seine einzigen Weltcupeinsätze. Im Nor-Am Cup war in der Saison 2007/08 der dritte Platz in der Super-Kombination am Whiteface Mountain sein bestes Ergebnis. Mit insgesamt elf Platzierungen unter den besten zwölf kam er sowohl in der Gesamtwertung, als auch in der Slalom-, Riesenslalom- und Super-Kombinations-Wertung unter die besten zehn.
Die Saison 2008/09 musste Brandenburg im Januar aufgrund einer Knieoperation vorzeitig beenden. In der Saison 2009/10 etablierte sich Brandenburg unter den Besten im Nor-Am Cup. Mit vier Saisonsiegen gelangen ihm mehr Siege als jedem anderen Läufer und mit weiteren vier Podestplätzen wurde er in der Gesamtwertung nur vom Kanadier Dustin Cook um knappe zwei Punkte geschlagen. Zudem gewann er die Super-Kombinations-Wertung und wurde jeweils Dritter in der Super-G und Abfahrtswertung. Nach seinen guten Leistungen im Nor-Am Cup kam Brandenburg Ende Januar zu seinen nächsten beiden Weltcupeinsätzen, fiel aber sowohl im Slalom von Kitzbühel als auch im Slalom von Kranjska Gora im ersten Durchgang aus. Er bekam auch die Möglichkeit bei den Olympischen Winterspielen 2010 in Vancouver in der Super-Kombination zu starten, in der er nach Rang 27 in der Abfahrt mit der zweitbesten Slalomzeit den überraschend guten zehnten Platz erzielte.
Seit der Saison 2010/11 startet Brandenburg regelmäßig im Weltcup. Seine ersten Weltcuppunkte gewann er am 9. Januar 2011 mit Platz 24 im Slalom von Adelboden. Bestes Saisonergebnis wurde der 22. Platz in der Super-Kombination von Chamonix am 30. Januar 2011. Bei den Weltmeisterschaften 2011 in Garmisch-Partenkirchen startete er im Slalom, schied aber im ersten Durchgang aus. Im Verlaufe der Weltcupsaison 2011/12 schied Brandenburg oft aus und erzielte kaum ein zählbares Ergebnis. Allerdings gelang ihm am 11. März 2012 mit Platz sechs beim Slalom in Kranjska Gora das beste Ergebnis seiner Karriere. Im Nor-Am Cup gewann er im Winter 2011/2012 mit drei Siegen die Slalomwertung.
Nachdem weitere Erfolge ausblieben, beendete Brandenburg nach der Saison 2015/16 seine Karriere.

## Erfolge

### Olympische Winterspiele
- Vancouver 2010: 10. Super-Kombination

### Weltmeisterschaften
- Garmisch-Partenkirchen 2011: DNF Slalom
- Schladming 2013: DNF Slalom, DNF Superkombination
- Vail/Beaver Creek 2015: DNF Slalom

### Weltcup
- 1 Platzierung unter den besten zehn

### Weltcupwertungen
| Saison  | Gesamt | Gesamt | Slalom | Slalom | Kombination | Kombination |
| Saison  | Platz  | Punkte | Platz  | Punkte | Platz       | Punkte      |
| ------- | ------ | ------ | ------ | ------ | ----------- | ----------- |
| 2010/11 | 130.   | 16     | 56.    | 7      | 42.         | 9           |
| 2011/12 | 93.    | 49     | 33.    | 49     | -           | -           |
| 2012/13 | 115.   | 16     | 46.    | 16     | -           | -           |
| 2013/14 | 129.   | 8      | 45.    | 8      | -           | -           |
| 2014/15 | 130.   | 13     | 46.    | 13     | -           | -           |

### Nor-Am Cup
- Saison 2006/07: 10. Gesamtwertung, 4. Riesenslalomwertung
- Saison 2007/08: 8. Gesamtwertung, 6. Super-Kombinationswertung, 7. Riesenslalomwertung, 8. Slalomwertung
- Saison 2009/10: 2. Gesamtwertung, 1. Super-Kombinationswertung, 3. Super-G-Wertung, 3. Abfahrtswertung
- Saison 2011/12: 1. Slalomwertung
- Saison 2013/14: 7. Gesamtwertung, 2. Slalomwertung, 9. Super-Kombinationswertung

- 20 Podestplätze, davon 11 Siege:

| Datum             | Ort          | Land   | Disziplin         |
| ----------------- | ------------ | ------ | ----------------- |
| 2. Januar 2007    | Sunday River | USA    | Riesenslalom      |
| 11. Dezember 2009 | Lake Louise  | Kanada | Super-G           |
| 16. Dezember 2009 | Panorama     | Kanada | Slalom            |
| 17. Dezember 2009 | Panorama     | Kanada | Super-Kombination |
| 14. März 2010     | Burke        | USA    | Super-Kombination |
| 26. November 2011 | Loveland     | USA    | Slalom            |
| 27. November 2011 | Loveland     | USA    | Slalom            |
| 5. Februar 2012   | Vail         | USA    | Slalom            |
| 17. Dezember 2013 | Vail         | USA    | Slalom            |
| 18. Dezember 2013 | Vail         | USA    | Slalom            |
| 18. Februar 2015  | Calgary      | Kanada | Slalom            |

### Juniorenweltmeisterschaften
- Québec 2006: 12. Kombination, 17. Super-G, 21. Slalom, 29. Abfahrt, 38. Riesenslalom
- Altenmarkt 2007: 5. Abfahrt, 14. Riesenslalom

### Weitere Erfolge
- US-amerikanischer Vizemeister im Riesenslalom 2007 und im Super-G 2010
- 2 Podestplätze im Europacup
- 1 Sieg im Australia New Zealand Cup
- 12 Siege in FIS-Rennen